# Queer as Folk (série télévisée, 1999)
Pour les articles homonymes, voir Queer as Folk.
Queer as Folk ou Histoires gay est une série télévisée britannique en dix épisodes (de 25 minutes, puis de 44 minutes) créée par Russell T Davies et diffusée entre le 23 février 1999 et le 22 février 2000 sur Channel 4.
En France, la série a été diffusée à partir du 26 juin 1999 sur Canal+, sur Sérieclub en septembre 2001 en VO et en juillet 2003 en VF, sur Téva à partir du 14 août 2005 puis sur M6 du 21 juillet au 23 septembre 2006. Au Québec, elle a été diffusée en trois parties de 2 h 30 du 4 au 18 août 2000 à Séries+, et en Suisse, en 2001 sur TSR1.

## Synopsis
C'est l'histoire d'un groupe d'homosexuels de Manchester et de leur entourage familial et professionnel. Les trois principaux personnages sont Stuart, Vince et Nathan. Au début de la série, Nathan, 15 ans, découvre le quartier homo de Manchester (canal Street) et finit la nuit avec Stuart. Vince, le meilleur ami de Stuart, voit d'un mauvais œil le trop grand attachement de Nathan envers un Stuart imbu de sa personne, mais est aussi occupé à cacher son homosexualité au travail et à aider sa mère. Enfin, Stuart doit aussi assumer le fils qu'il a eu avec Romey, mère lesbienne qui vit avec Lisa, une avocate. La plupart des éléments évoqués dans la saison 1 seront repris dans le remake américano-canadien.

## Distribution
- Aidan Gillen (VF : Didier Cherbuy) : Stuart Alan Jones
- Craig Kelly (VF : Alexandre Gillet) : Vince Tyler
- Charlie Hunnam (VF : Benjamin Pascal) : Nathan Maloney
- Denise Black (en) (VF : Laurence Jeanneret) : Hazel Tyler
- Peter O'Brien (VF : Patrice Baudrier) : Cameron Roberts
- Andy Devine (en) : Bernard « Bernie » Thomas
- Esther Hall (en) (VF : Régine Teyssot) : Romey Sullivan
- Saira Todd : Lisa Levene
- Caroline O'Neill : Janice Maloney
- Carla Henry (en) (VF : Alexandra Garijo) : Donna Clarke
- Caroline Pegg : Rosalie Cotter
- Alison Burrows (VF : Natacha Muller) : Sandra Docherty
- Antony Cotton (en) (VF : Mathias Kozlowski) : Alexander Perry
- Jason Merrells (en) (VF : Guillaume Orsat) : Phil Delaney
- Ben Maguire : Chris Hobbs
- Jonathon Natynczyk (VF : Stephane Marais) : Dazz Collinson
- Maria Doyle Kennedy (VF : Michèle Buczynski) : Marie Jones-Threepwood
- Ger Ryan (en) : Margaret Jones
- Ian McElhinney : Clive Jones
- Susan Cookson (en) : Marcie Finch
- Toshi Dokiya : Lee Kane
- Michael Culkin : Martin Brooks

 Source et légende : version française (VF) sur RS Doublage

## Commentaires

### Principaux thèmes de l'intrigue
- Les relations parents - enfants homosexuels.
- L'homoparentalité avec le bébé Alfred élevé par Romey et Lisa, couple lesbien.
- L'usage de drogue.
- L'usage du préservatif.
- Les conflits de l'amitié et les hasards de l'amour.

### Débats
- La série provoqua de vifs débats en Grande-Bretagne lors de sa diffusion. Outre la crudité des scènes de sexe, les politiques conservateurs furent choqués de l'âge du personnage de Nathan (15 ans au début de la série), alors que la loi britannique d'alors interdisait toute relation sexuelle aux mineurs de moins de 16 ans.
- Aux États-Unis, la série encore inédite et pas encore adaptée pour Queer as Folk fit débat en étant une des séries les plus piratées des années 1990.
- Elle est la première série à mettre en scène exclusivement des personnages principaux homosexuels.

## Récompenses
- Gay & Lesbian Alliance Against Defamation Media Award 2001 : Meilleure série dramatique